# Kanzel (Bouxwiller, Bas-Rhin)

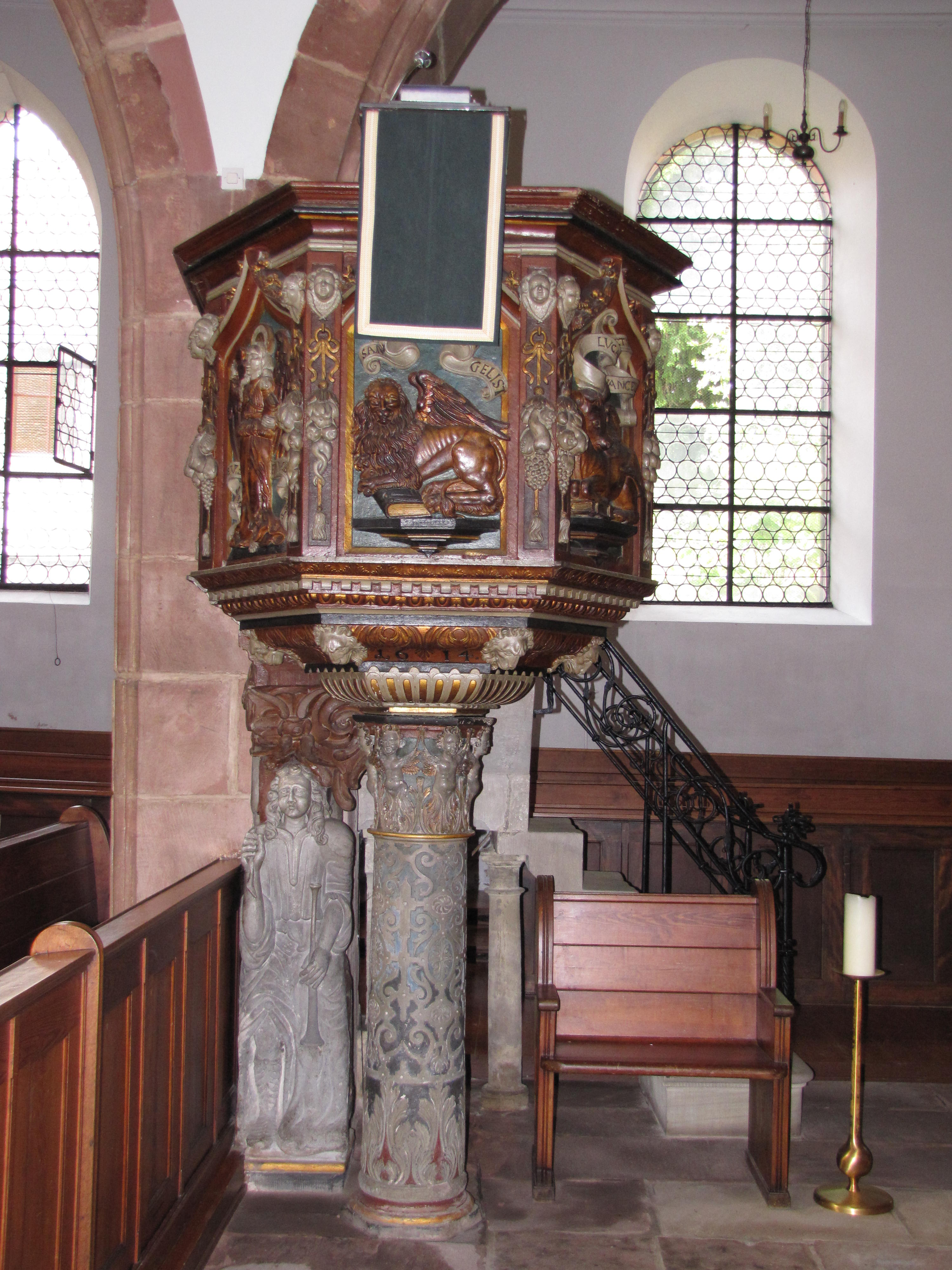
Kanzel in Bouxwiller

Die Kanzel in der protestantischen Kirche in Bouxwiller, einer französischen Gemeinde im Département Bas-Rhin der Region Grand Est (bis 2015 Elsass), ist mit den Jahreszahlen 1519 und 1614 bezeichnet. Im Jahr 1995 wurde die Kanzel als Monument historique in die Liste der geschützten Objekte (Base Palissy) in Frankreich aufgenommen.
Die Kanzel im Stil der Renaissance ist aus Kalkstein, der bemalt und vergoldet wurde. Am fünfeckigen Kanzelkorb sind die Symbole der vier Evangelisten dargestellt: Die menschliche Gestalt für Matthäus, der Löwe für Markus, der Stier für Lukas und der Adler für Johannes. Die Evangelistensymbole wurden von einer ehemaligen Kanzel übernommen.
Der Kanzelfuß besteht aus einer steinernen Säule, die mit Akanthusblättern geschmückt ist. Das Kapitell besteht aus Engelsköpfen. Daneben steht ein Engel des Jüngsten Gerichts, der eine Posaune in den Händen hält. Die Steinskulptur aus dem Jahr 1669 wurde vom Bildhauer Hans Jacob Boerel aus Straßburg geschaffen.
Der Schalldeckel aus Holz wurde in späterer Zeit entfernt.

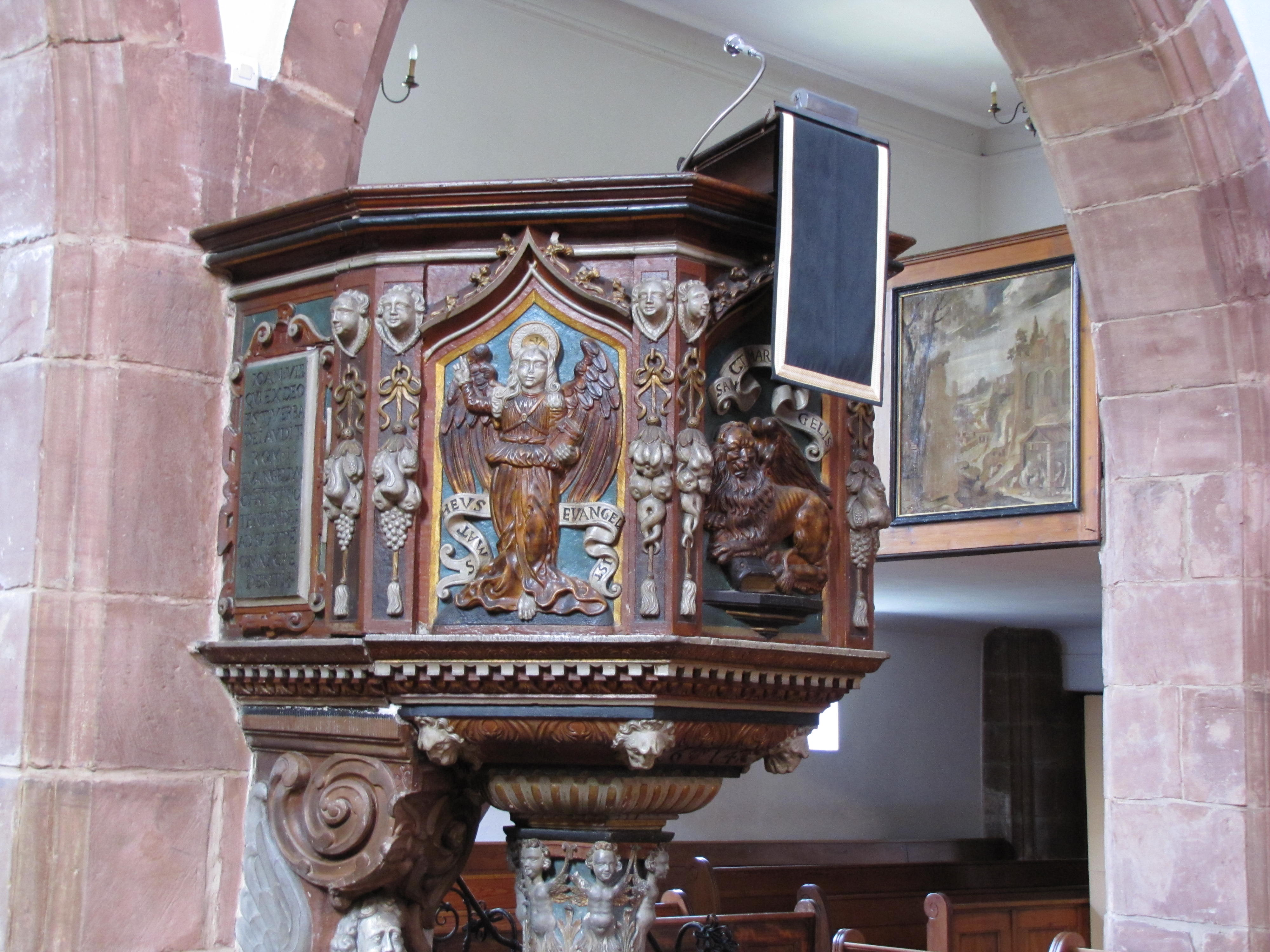
Kanzelkorb
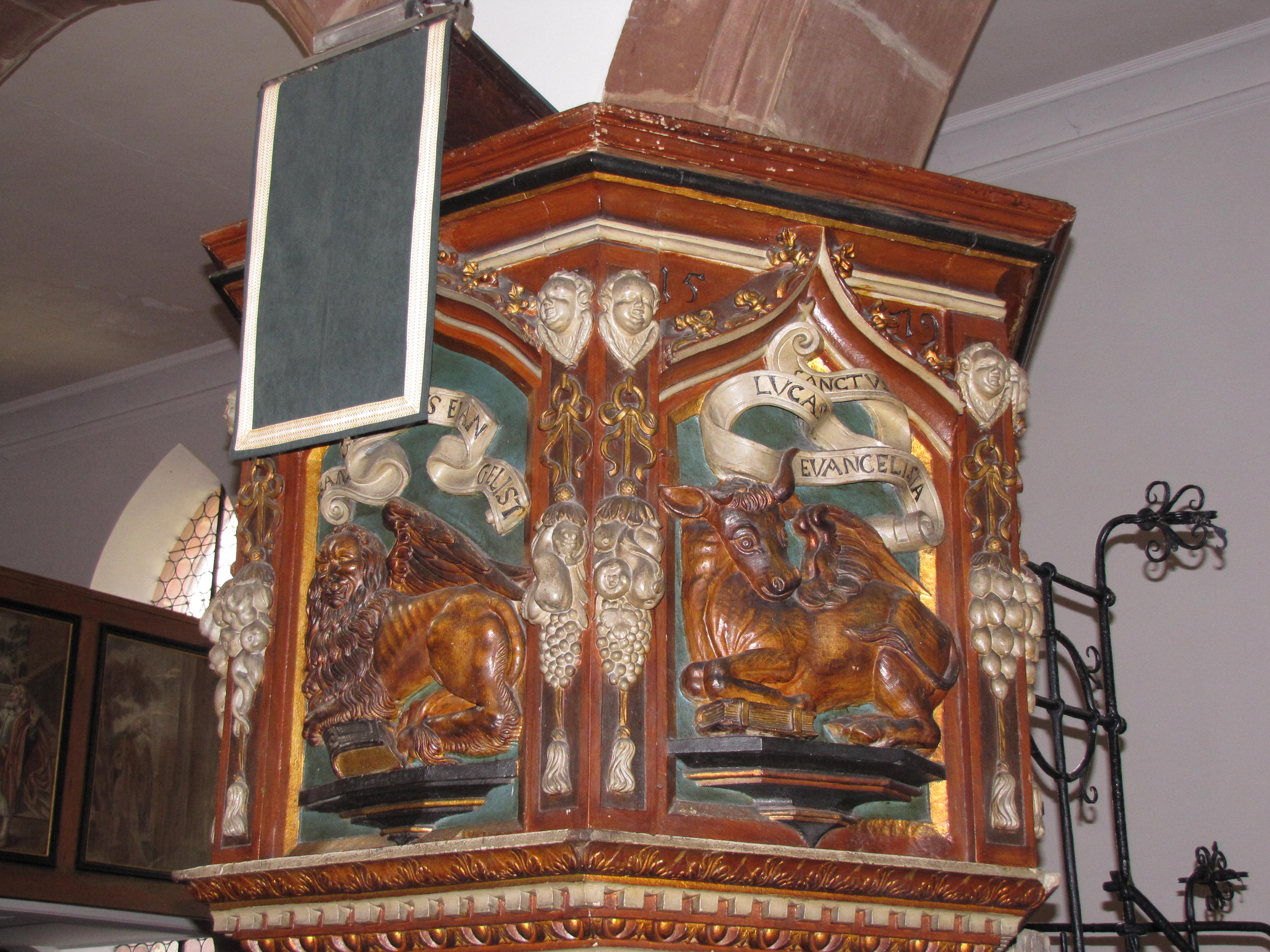
Kanzelkorb
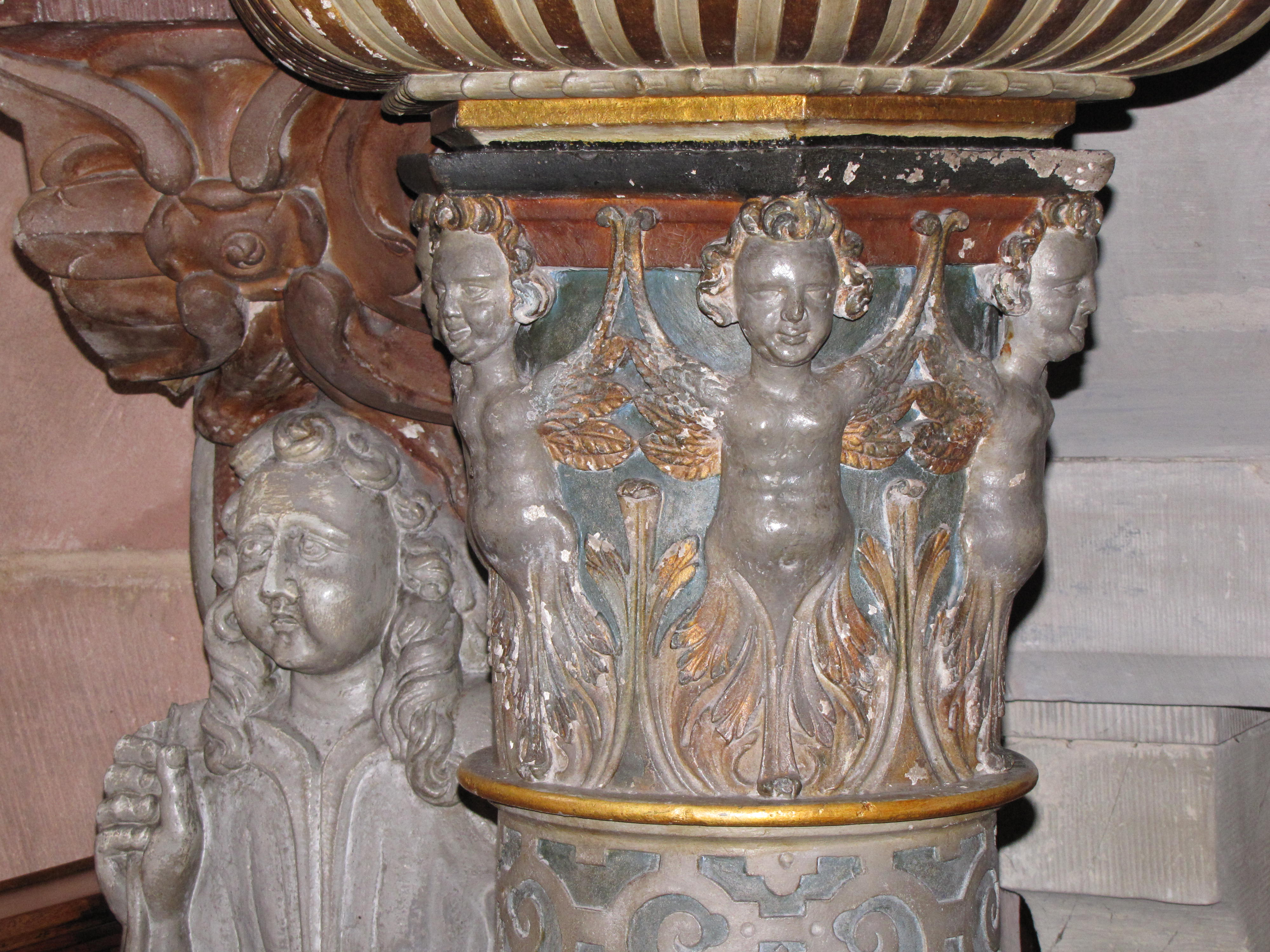
Kapitell am Kanzelfuß, daneben eine Engelskulptur